# Диас, Виктор (футболист, 1988)
Ви́ктор Дави́д Ди́ас Миге́ль (исп. Víctor David Díaz Miguel, 12 июня 1988) — испанский футболист, игравший на позиции защитника.

## Клубная карьера
Диас родился в Севилье, где и начал футбольную карьеру в местном клубе. Диас является выпускником молодёжной академии «Севильи».
На профессиональном уровне он дебютировал в Сегунде за «Севилью В» 25 ноября 2007 года выйдя в стартовом составе в матче против испанского «Расинга».
29 июня 2010 года Диас перешёл в «Реал Овьедо», где провёл 1 сезон и после этого подписал контракт с «Сельтой B».
14 июля 2012 года игрок перешёл в «Луго». 14 декабря того же года он забил первый гол в профессиональной карьере в матче против «Реал Мадрид Кастилья».
16 июля 2014 года Диас перешёл в «Рекреативо» и уже следующим летом после вылета команды в дивизион ниже подписал контракт с «Леганесом».
Диас дебютировал в высшем испанском дивизионе 22 августа 2016 года и забил единственный гол в матче против «Сельты».
3 июля 2017 года он подписал контракт с «Гранадой». Завершил профессиональную карьеру летом 2024 года.

## Достижения
Сборная Испании (до 19 лет) 
- Чемпион Европы: 2007